# Livgardesbrigaden (1847–1888)
Livgardesbrigaden var en brigad inom svenska armén som verkade i olika former åren 1847–1888. Förbandsledningen var förlagd i Stockholms garnison i Stockholm.

## Historik
Livgardesbrigaden var sammansatt av Svea livgarde, Andra livgardet och Livgardet till häst. Enheterna uppgick därefter i IV. arméfördelningen.

## Förbandschefer
- 1847–1872: Karl XV
- 1872–1880: Samuel August Sandels
- 1880–1884: Sven Lagerberg
- 1884–1888: ???